# Cryptophagus intermedius
Cryptophagus intermedius är en skalbaggsart som beskrevs av Bruce 1934. Cryptophagus intermedius ingår i släktet Cryptophagus, och familjen fuktbaggar. Arten är reproducerande i Sverige.